# David Gevaert
David Gevaert (Gent, 15 april 1969) is een Belgisch voetbalcoach.

## Carrière
David Gevaert was aan het begin van de 21e eeuw bij tweedeklasser KSV Ingelmunster de assistent en fysiektrainer van hoofdcoaches Eddy Mestdagh, Paul Put en Rik Vande Velde. Voordien was hij ook twee jaar physical coach geweest van reeksgenoot KMSK Deinze. In mei 2002 werd hij physical coach bij RSC Anderlecht, waar hij samenwerkte met hoofdtrainer Hugo Broos.
In het seizoen 2004/05 ging Gevaert, na het ontslag van Lorenzo Staelens, als hoofdcoach aan de slag bij Eendracht Aalst. Zelf werd hij na twaalf speeldagen ontslagen en opgevolgd door Gilbert Bodart. Aalst zakte dat jaar naar de Derde Klasse. Nadien trainde hij twee jaar het bescheiden Sparta Petegem.
In 2007 werd Gevaert hoofdcoach van derdeklasser Racing Waregem. Hij leidde de West-Vlaamse club in zijn eerste seizoen naar de eindronde om promotie, maar verloor daarin van KV Turnhout. Een jaar later zakte Racing Waregem terug naar de middenmoot. In de zomer van 2009 haalde de club zijn voorganger Gaby Demanet terug. 
Nadien ging Gevaert bij Zulte Waregem aan de slag als beloftencoach en werkte hij opnieuw samen met toenmalig hoofdcoach Hugo Broos. In november 2011 maakte hij de overstap naar het eerste elftal en werd hij de assistent van Darije Kalezić. Een maand later werd de Bosniër ontslagen en werd Francky Dury opnieuw hoofdcoach van de West-Vlaamse club. In juni 2013 werd Gevaert door algemeen directeur Patrick Decuyper gepromoveerd tot sportief adviseur.
In 2014 werd Gevaert, die twee jaar eerder zijn Pro License-diploma had behaald, hoofdcoach bij tweedeprovincialer JV De Pinte. Een jaar later nam Patrick Decuyper tweedeklasser Antwerp FC over en werd Gevaert benoemd als nieuwe hoofdcoach. In september 2015 schakelde hij met Antwerp eersteklasser KV Oostende, op dat ogenblik leider in de Jupiler Pro League, uit in de 1/16 finale van de beker. Onder zijn leiding streed Antwerp ook een heel seizoen mee om de titel in Tweede Klasse. De club stond lange tijd aan de leiding, maar eindigde in extremis op de derde plaats. Na het seizoen 2015/16 werd hij opgevolgd door Frederik Vanderbiest. Door de slechte resultaten werd zijn opvolger reeds in oktober 2016 aan de deur gezet, waarna de club Gevaert terughaalde. Een maand later stapte hij zelf op.
Van 2016 tot 2018 was hij trainer van KSC Dikkelvenne. In zijn tweede seizoen leidde hij de club voor het eerst in de clubgeschiedenis naar Tweede klasse amateurs. Vlak voor de start van het competitieseizoen 2018/19 werd hij er echter ontslagen na herhaaldelijke onenigheid.
In oktober 2018 ging Gevaert aan de slag bij Excelsior Virton. De ambitieuze club, die eerder dat jaar was overgenomen door de Luxemburgse miljonair Flavio Becca, stond op dat moment zevende in Eerste klasse amateurs (op negen punten van leider Thes Sport). Onder leiding van Gevaert pakte 24 op 39, maar in februari 2019 werd hij na amper vier maanden ontslagen. Virton was onder Gevaert weliswaar opgeklommen naar de vierde plaats, maar de kloof met leider Thes Sport bedroeg inmiddels wel veertien punten. Onder Gevaerts opvolger (en voormalige assistent) Samuel Petit won Virton op het einde van het seizoen de eindronde voor promotie.
In juni 2019 werd Gevaert de nieuwe trainer van KMSK Deinze. In zijn eerste seizoen werd hij met de club meteen kampioen in Eerste klasse amateurs. Toen de competitie vroegtijdig werd stopgezet vanwege de coronapandemie, had Deinze zelfs twintig punten voorsprong op nummer twee Thes Sport. Gevaert bleef ook trainer in Eerste klasse B, waar Deinze – mede door de komst van Renato Neto en Ronald Vargas – met hoge ambities aan het seizoen begon. De club kampeerde een groot deel van het seizoen echter in de rechterkolom van het klassement, waarop hij op 4 maart 2021 werd vervangen door Wim De Decker.
In november 2024 werd Gevaert, die na zijn ontslag bij Deinze een lange sabbatical nam, de nieuwe hoofdtrainer van KFC Merelbeke, de club waar zijn zoon op dat moment bij de beloften speelde. De club stond bij zijn aantreden voorlaatste in Eerste nationale VV.